# Třebíč v 18. a 19. století
Třebíč se rozvíjela i v 18. století. Postupně začala přeměna cechů a řemeslníků na větší manufaktury. Tento proces pokračoval i v 19. století.

## Manufakturní výroba
V druhé polovině 18. století se v Třebíči začínají rozšiřovat cechy a manufakturní výroba, v konsignaci z roku 1753 je uváděno, že největšími cechy byli cechy soukenický, tkalcovský, ševcovský a krejčovský, celkem je uváděno 482 křesťanských a 101 židovských mistrů. Další přehled vedený místními živnostenskými představenými se zachoval z roku 1763. V tomto přehledu se výrazně navýšil počet soukeníků a tkalců. Naopak počet krejčích a punčochářů poklesl. Z vysokého počtu soukeníků plynulo i to, že Valdštejnům bylo navrženo vytvoření soukenické manufaktury v Třebíči, v roce 1807 pro ni již na místě bývalého panského dvora byly postaveny budovy, ale cech si stěžoval na nevýhodnost této manufaktury, tak nakonec nebyla založena. Dobře se rozvíjely i cechy kožešnický a koželužnický. Již v této době se mluví o největších koželužnách bratrů Budischowskich, které se měly nacházet na Stařečce. Dalšími velkými koželužnami byly židovská Subakova a křesťanská Hasskova.
Během napoleonských výbojů prošel mezi 19. a 26. listopadem 1805 Třebíčí první sbor vedeným maršálem J. B. Bernadottou, tento sbor odtáhl pro nedostatek potravin k Jihlavě, ale další dvě francouzské divize ležely ještě od 9. do 29. prosince poblíž Třebíče, město náklady na tato opatření vyčíslilo na 300 000 zlatých. V roce 1809 po uzavření příměří po bitvě u Znojma tábořili napoleonští vojáci na polích u Starče, Třebíčí procházela demarkační čára a tak přes ni nemohl probíhat jakýkoliv obchod, tím vznikly škody větší než 100 000 zlatých.

## Reforma státní správy za Josefa II.

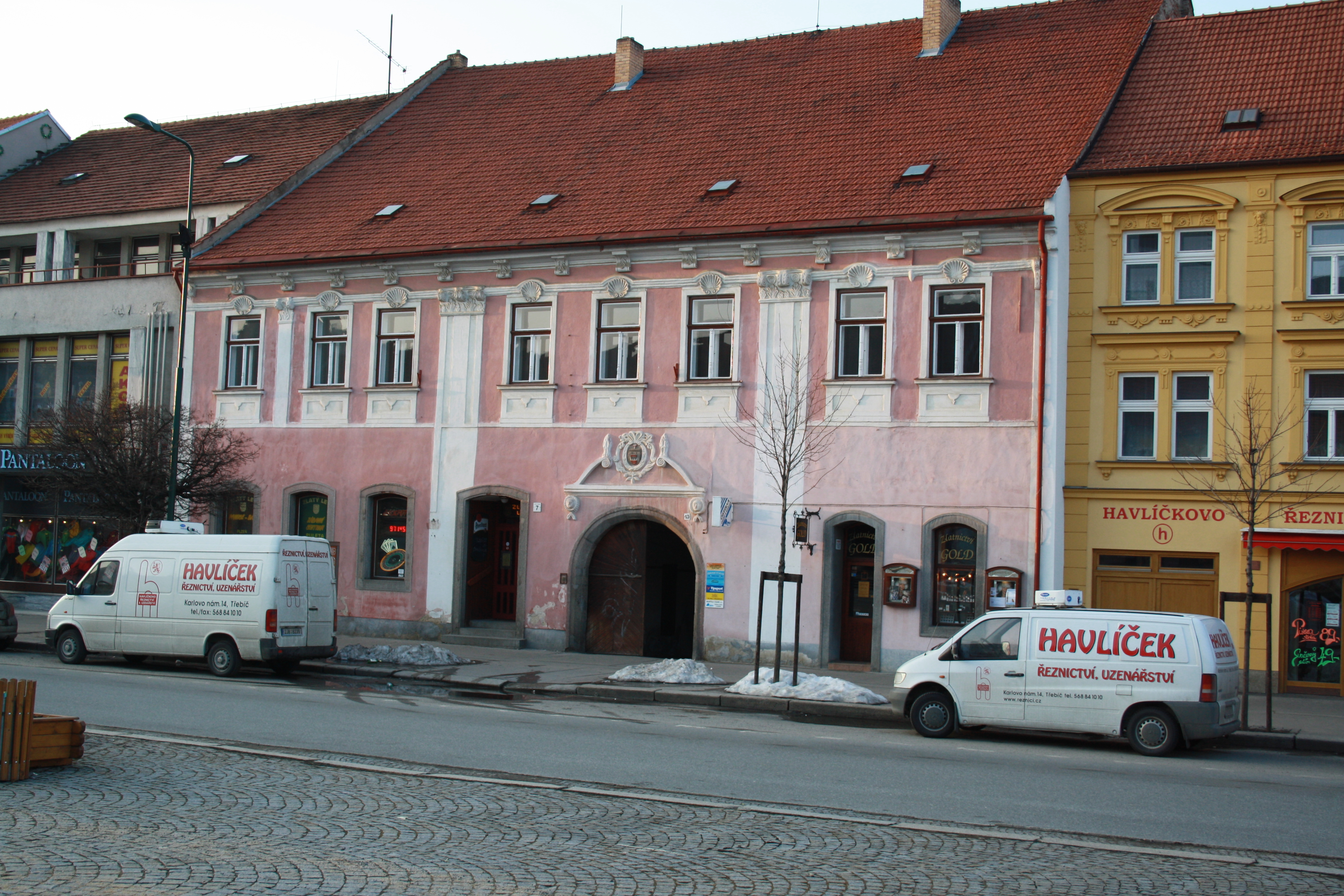
Barokní dům U Zlatého lva, v kterém v roce 1822 vypukl velký městský požár.

V roce 1774 byly uvedeny v platnost školské reformy, kdy byl změněn školský systém. Třebíčská městská škola, která byla tehdy umístěna nad Znojemskou či Vídeňskou branou, byla pak změněna na školu triviální, měla dvě třídy, které navštěvovalo 300 dětí. Existovaly plány pro postavení nové školní budovy ve východní části města, k tomu však nedošlo, neboť město postihla neúroda. V roce 1785 požadoval stavbu nové školní budovy také Jejkov, kdy tam bylo k dispozici celkem 155 dětí. V roce 1786 bylo krajským úřadem nařízeno postavit novou školní budovu a zřídit dvě třídy vyšší školy. V tu dobu také v Třebíči působila židovská škola, která vzdělávala v roce 1788 138 dětí.
Za vlády Josefa II. se začala měnit správa měst a města měla spadat pod státní krajské úřady, ve městech byly zrušeny městské rady a byly nahrazeny magistráty. Byla taky zařazena do tříd podle možností placení purkmistrů a radních, Třebíč byla zařazena do třetí třídy. První volby do magistrátu se konaly 3. března 1787, kandidáty na purkmistry byli Jan Hladík a Jan Fundulus. Za rychtáře (purkmistra) byl zvolen Jan Hladík, Jan Fundulus se stal druhým radním, syndikem, čili prvním radním se stal Petr Bayer. V tu dobu už bylo používání češtiny podle Janáka úplně zrušeno, na konci 17. století již nebyla používána ani v pozemkových knihách a v mistrovských knihách nejchudších cechů. Dalším purkmistrem se v roce 1806 stal Antonín Thomerle st., nástupem Bayera na vyšší krajské místo se změnil i syndik, mezi lety 1793 a 1798 jím byl František Karafiát a mezi lety 1799 a 1820 Vincenc Neumann.
Roku 1811 došlo ke státnímu bankrotu a také k měnové reformě, stát dával do oběhu více a více měny v bankocetlích a lidé tak skupovali a schraňovali zboží a ražené mince, v roce 1819 navíc propukl ve městě dobytčí mor a v roce 1820 byly městské finance zpronevěřeny Vincencem Neumannem, mezitím v roce 1818 rezignoval na úřad purkmistra A. Thomerle st. a na jeho místo nastoupil podnikatel a majitel papírny v Přibyslavicích Josef Strniště, ten ovšem rezignoval již za dva roky a tak v roce 1821 nastoupil na úřad Matěj Brzkovský, odvolán byl v roce 1830. V roce 1821 navíc vypukla robotní vzpoura a robotníci byli trestáni ranami holí a začali se tak objevovat paličské listy, které hrozily městu, že bude hořet ze všech stran. Tyto hrozby byly plněny, 3. května 1821 shořelo v židech 100 domů, v Podklášteří 50 domů a stodoly v Týně, 17. května shořelo 38 domů na Jejkově a také špitál, 7. července shořela hospodářská stavení v zámku a v srpnu shořely nějaké chalupy u papírny. 14. června 1822 v domě U zlatého lva začalo hořet a vzhledem k suchu a silnému severozápadnímu větru se oheň rychle rozšířil a kromě některých domů na Stařečce a v Horce shořelo téměř vše, bylo to 290 spálených domů, kostel sv. Martina z Tours, obě fary i obě školy. Škody byly odhadnuty na milion zlatých, o pět dní později ještě spadlý štít stavení na náměstí zabil pět lidí, tak bylo nařízeno stržení štítů, tak Třebíč přišla o tehdejší ráz.
V roce 1826 se začalo jednat o postavení nové školní budovy, k tomu však došlo až o několik let později. Nicméně školní výchova pokračovala, městská škola byla rozdělena dle pohlaví žáků na dvě dvoutřídní školy. Dívčí škola působila v domě čp. 33 na dolní straně třebíčského náměstí.
V roce 1830 se městem prohnala velká povodeň, kdy měla voda dosahovat až do prvních pater domů na Stařečce a také se stal purkmistrem Josef Kliment, tento mydlář obnovil správné hospodaření ve městě a spolu se syndikem Josefem Gotsmannem pravidelně sestavovali rozpočet. Gotsmann dosáhl toho, že ve vypálené Třebíči byly obnoveny silnice, postaveny dva mosty, prohloubeny a vyčištěny rybníky Baba a Barák a také byly vysázeny lesy na svazích v nynějším Libušině údolí a Strážné hoře. O několik let později, v roce 1832, začala řádit i v Třebíči cholera. V roce 1833 byly dokonce zakoupeny olejové lampy veřejného osvětlení a byly rozmístěny po náměstí u kašen a u bran. Jednu koupil Martin Hassek, zbylých 10 město. V roce 1837 zažádalo o zavedení veřejného osvětlení i obyvatelstvo Stařečky, měšťanský výbor navrhl i osvětlení Jejkova a konzultoval i osvětlení ostatní předměstí. K tomuto došlo až ve čtyřicátých letech tohoto století. Mezitím ovšem proběhly v letech 1832 a 1836 epidemie cholery, kdy se pohřbívalo i do společných šachet.
Mezi lety 1840 a 1842 město dalo přečíslovat domy v celém městě a v letech 1844 a 1845 dalo město opravit a příjezdy do města ve Stařečce, Jejkově a v Domcích. V roce 1844 byla postavena nová dvoupatrová škola s šesti třídami a dvěma učitelskými byty. Dívčí i chlapecká škola tak byly umístěny do nové budovy. V příštím roce byl na místo syndika (po smrti Leopolda Sommera, který nastoupil na úřad v roce 1835) byl dosazen do úřadu Antonín Schwabe ze Znojma a v roce 1845 byl do úřadu definitivně dosazen Bedřich Fux z Jevíčka. Roku 1847 propukla velká sucha a ve městě vysychaly studny, 25. května tohoto roku vypukl v truhlářské dílně na Jejkově požár, který způsobil zkázu velké části města. Shořel celý Jejkov, horní strana nynějšího Karlova náměstí, veškeré stodoly v Domcích, chalupy v Domcích a celá přilehlá zadní ulice ve Vnitřním městě. Celkem shořelo 91 domů a 25 stodol, spáleno na prach mělo být 30 měřic zahrad a celková škoda byla vyčíslena na 104 903 zlatých a o majetek mělo přijít 143 rodin. Pojišťovny měly vyplatit pouhých 30000 zlatých. Zemřelo 12 lidí, podle jiných zdrojů zemřelo jen 11 lidí a i počet shořelých domů a stodol měl být nepatrně nižší.

## Po revoluci v roce 1848

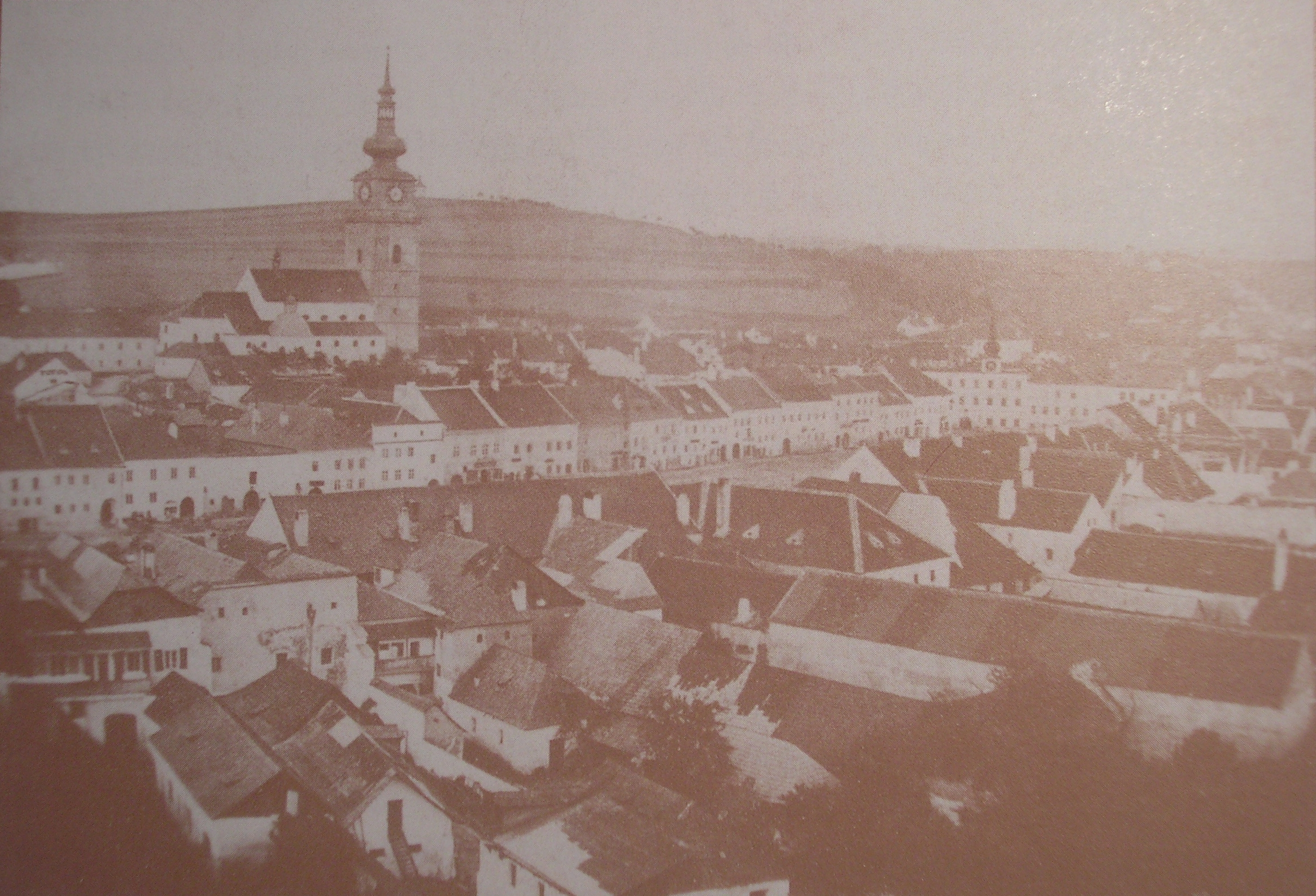
Nejstarší známá fotografie Třebíče pořízená okolo roku 1868

Během revolučních událostí v březnu roku 1848, které probíhaly v Praze, Vídni v Třebíči byl syndikem Bedřich Fux, purkmistrem byl Josef Kliment. První reakcí Třebíčanů bylo vytvoření národní gardy, zlegalizováno nabírání členů bylo k 20. březnu – velitelem byl veterán z napoleonských válek a vedoucí představitel německé strany v Třebíči Ignác Glas. Prapor se dělil do šesti sekcí, celkem měla třebíčská národní garda 600 členů. Židovské město nedostalo povolení pro utvoření vlastní sekce národní gardy, nicméně bylo svoleno, aby byli židé přijímání do zvláštního oddílu. V dubnu byla vydána tzv. Dubnová ústava a v Třebíči bylo toto oslaveno 27. dubna bohoslužbami a pochodňovým průvodem.
Městské orgány měly problémy se stabilitou, staří členové odcházeli a bylo tak nutno doplnit městskou radu, v jejím vedení zůstal Josef Kliment. Jako odpověď na otázky zemského sněmu (podklad pro stanovení požadavků městského stavu na Moravě). Měšťané chtěli, aby bylo zrušeno poddanství vrchnosti, posléze i další platby z vína, piva, polí, lánů a dávky cechů. Také požadovali, aby existovala obecní správa, která bude nezávislá od soudní moci, za toto ovšem město požadovalo zřízení okresního soudu v Třebíči – měšťané nabídli, že ponesou náklady na soud. Dále žádali o větší podporu cechovních a drobných řemeslníků a o ztížení práce továrnám a fabrikám. Měšťané také chtěli, aby židé měli zakázaná některá řemesla a aby vůbec židé neměli rovná práva jako jiní měšťané. Město rovněž chtělo své zástupce v Říšském sněmu a také ve sněmu zemském. Město mohlo volit za sebe jednoho poslance a za okolní vesnice další tři poslance, nicméně vzhledem k tomu, že by Třebíč měla tyto tři poslance platit, tak zvoleni nebyli tři, ale pouze jediný a postavení vesnic tak spadlo ještě do horších poměrů. Dne 27. května se konaly volby, za město byl zvolen za poslance Alois Budischowsky a za okolní vesnice byl zvolen bývalý syndik Bedřich Fux. Již 29. května se dostavil protest od Ptáčovských a Kracovických, později se přidali i lidé z Petrůvek – B. Fux byl zvolen pouze ad hoc městskou radou, vesnice tak neměly možnost hlasování ovlivnit. 24. června byl zvolen za říšského poslance občan Velkého Meziříčí a hostinský Josef Kučera – třebíčští podali odpor, nicméně 11. srpna Říšský sněm protest zamítl.
V březnu roku 1849 došlo k rozpuštění sněmu a oktrojování ústavy. Třebíčští již začínali formovat odpor, první manifestací mělo být svěcení praporů Národní gardy, při tomto byla pronesena česky mše a také byly hrány a zpívány písně Hej Slované a Sušelka nám píše. Na konci roku 1849 bylo gardě nařízeno, že musí odložit zbraně a také zrušit strážnici. Také svojí hodnost složil velitel Ignác Glas a tak se velitelem stál František Budischowsky. Úplné zrušení gardy přinesl císařský patent 22. srpna 1851, zbraně a prapor museli být vráceny do Olomouce a zbytky gardy byly změněny ve Střeleckou společnost.

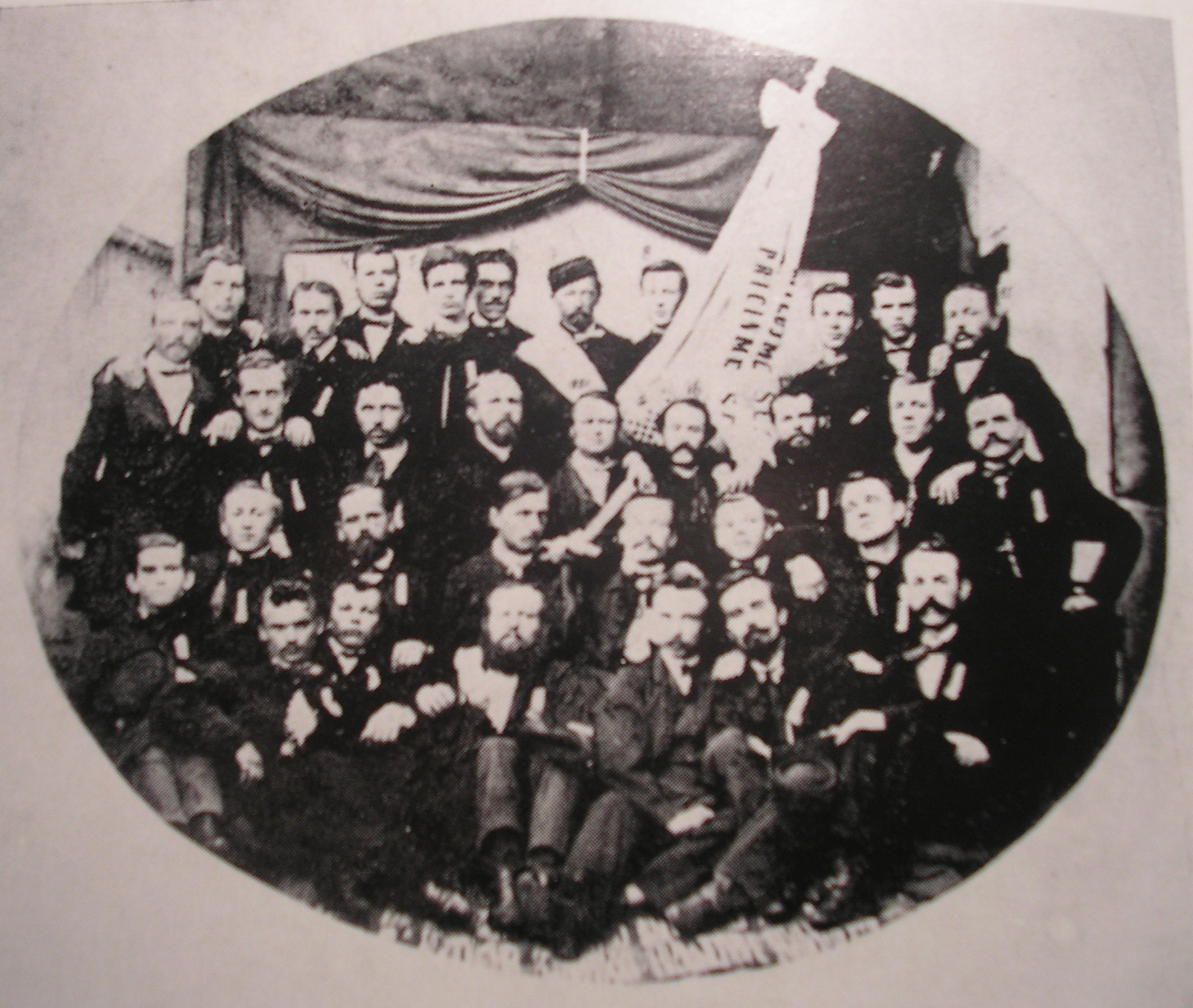
Měšťanská beseda kolem roku 1900

Již v roce 1849 se začínala formovat tzv. Měšťanská beseda, zakladateli byli třebíčští buditelé a vzdělanci: Jan M. Haněl, Karel Müller, František Přibík, Petr Novák, Josef Svoboda, Jan Krupička, Matěj Svoboda a Karel Klusáček. Po zmíněném zrušení ústavy nastalo pronásledování národních spolků a trestání jejich veřejných projevů. Tento spolek měl "bavit, vzdělávat a křísit a zvelebovat domácí národnost slovanskou" a hlavně měl být spolkem nepolitickým. Spolek vedl sedmičlenný výbor a vybíral různě vysoké poplatky, ve zřizovacím řádu byly určeny noviny, které měl tento spolek odebírat. Spolek měl od začátku působení velké problémy s obecním výborem, který doporučil zákaz působení pro slovanské rejdy. Moravské místodržitelství, které schvalovalo stanovy spolků, usoudilo, že slovanská náplň je příliš politická a tak byli členové donuceni změnit první paragraf stanov na: "pečování o domácí řeč československou." Činnost této besedy postupně sílila, v květnu roku 1851 měla mít 60 členů, po vydání silvestrovských patentů však spolek k začátku roku 1852 zanikl. Nebezpečí trestů bylo příliš vysoké. Její činnost byla obnovena až v roce 1861. Po roce 1850 byla ve městě postupně založena spořitelna (1863), Národní dům a gymnázium (obojí 1871). 
V roce 1863 byla v Třebíči založena městská spořitelna, stala se tak první spořitelnou na Moravě, návrh na její založení byl podán již v roce 1861. Spořitelna působila i nadále, kdy v roce 1928 založila filiální pobočku v Hrotovicích, později také v Náměšti nad Oslavou, Mohelně a Okříškách. V roce 1867 byla v Třebíči založena i Občanská záložna a v roce 1892 Rolnická záložna. Roku 1919 pak byla založena i Živnostenská záložna. Roku 1871 pak byla založená i německá záložna (Trebitscher Vorschussverein), ta působila do roku 1921, kdy byla převzata Brněnskou bankou. Roku 1911 pak byla v Třebíči založena pobočka Moravské agrární a průmyslové banky. Brněnská banka a Moravská agrární a průmyslová banka se v roce 1928 sfúzovaly a pobočky byly sloučeny.
V roce 1857 vznikla farní škola, tu navštěvovalo celkem 262 žáků. V šedesátých letech se tehdejší německé zastupitelstvo snažilo o kompletní poněmčení školní výuky, to se však nepovedlo. V roce 1869 byly zrušeny dosavadní školy a vznikla pětitřídní škola chlapecká a čtyřtřídní škola dívčí. Germanizace pokračovala a v roce 1874 bylo rozhodnuto o tom, že českým jazykem se bude vyučovat pouze v první třídě, v dalších třídách se v prospěch německého jazyka vyučovalo spíše v jazyce německém. V roce 1882 však tyto snahy vyvrcholily založením německé školy s mateřskou školou. V roce 1882 také byla otevřena opakovací škola pro učně, ta však působila pouze do roku 1884. V tomtéž roce byly zrušeny dvojjazyčné školy a nadále tak působily pouze školy oddělené. O dva roky později však byla otevřena pokračovací škola s povinnou školní docházkou. Roku 1885 bylo postaveno i sousoší sv. Cyrila a Metoděje na Karlově náměstí, o rok později bylo město připojeno k železnici. Ke konci 19. století vznikly také dnes významné podniky ZON (zal. roku 1879) a BOPO (dříve Karl Budischowski, dnes již neexistuje).
V roce 1888 byl spuštěn provoz třebíčského vodovodu, voda protékala Vodovodním rybníkem a byla filtrována přes písek. Protékala městem do několika výdejních míst, nebyla prozatím rozvedena do domů.

## Doprava v 19. století

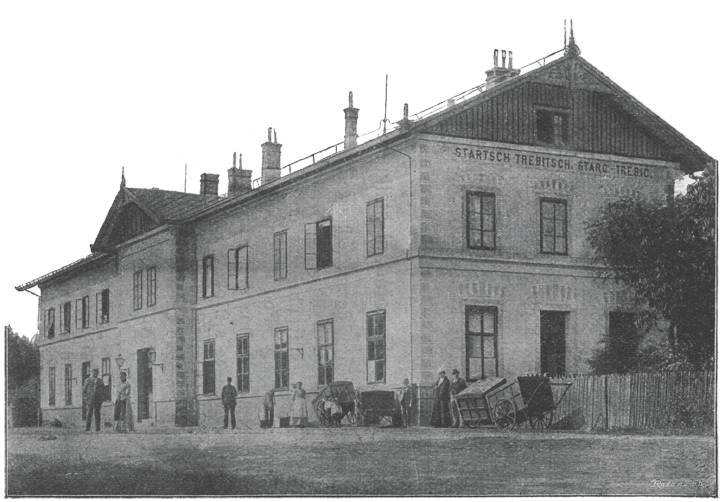
Železniční stanice Třebíč-Starč, která v roce 1871 spojila Třebíč se světem železnicí, okolo roku 1906

V 19. století bylo podniknuto několik významných kroků ke zlepšení dopravní dostupnosti Třebíče.
Prvním významným krokem ke zlepšení napojení Třebíče na dopravní síť tehdejšího Rakouska-Uherska bylo rozhodnutí vystavět trať Vídeň – Znojmo – Jihlava – Berlín, která měla vést přes Třebíč. Nakonec se však trať významným městům vyhnula a stanice byly zřizovány mnohdy daleko od nich. Třebíč získala svou stanici až 7 km za městem mezi Starčí a Čechočovicemi, tehdy byla nazvána Starč-Třebíč (německy Startsch – Trebitsch).
Mnohem významnějším činem byla ovšem stavba tratě č. 240 – tzv. Českomoravské transversálky ze Zastávky u Brna (tehdy nazývané Boží Hod) do Okříšek. Tato železnice totiž již vedla v těsné blízkosti města, kde na ní byla zbudována jedna stanice – Třebíč – a jedna zastávka – Řípov (dnes Třebíč Borovina) a později se stala jeho součástí.

## Rozmach průmyslu v 19. století

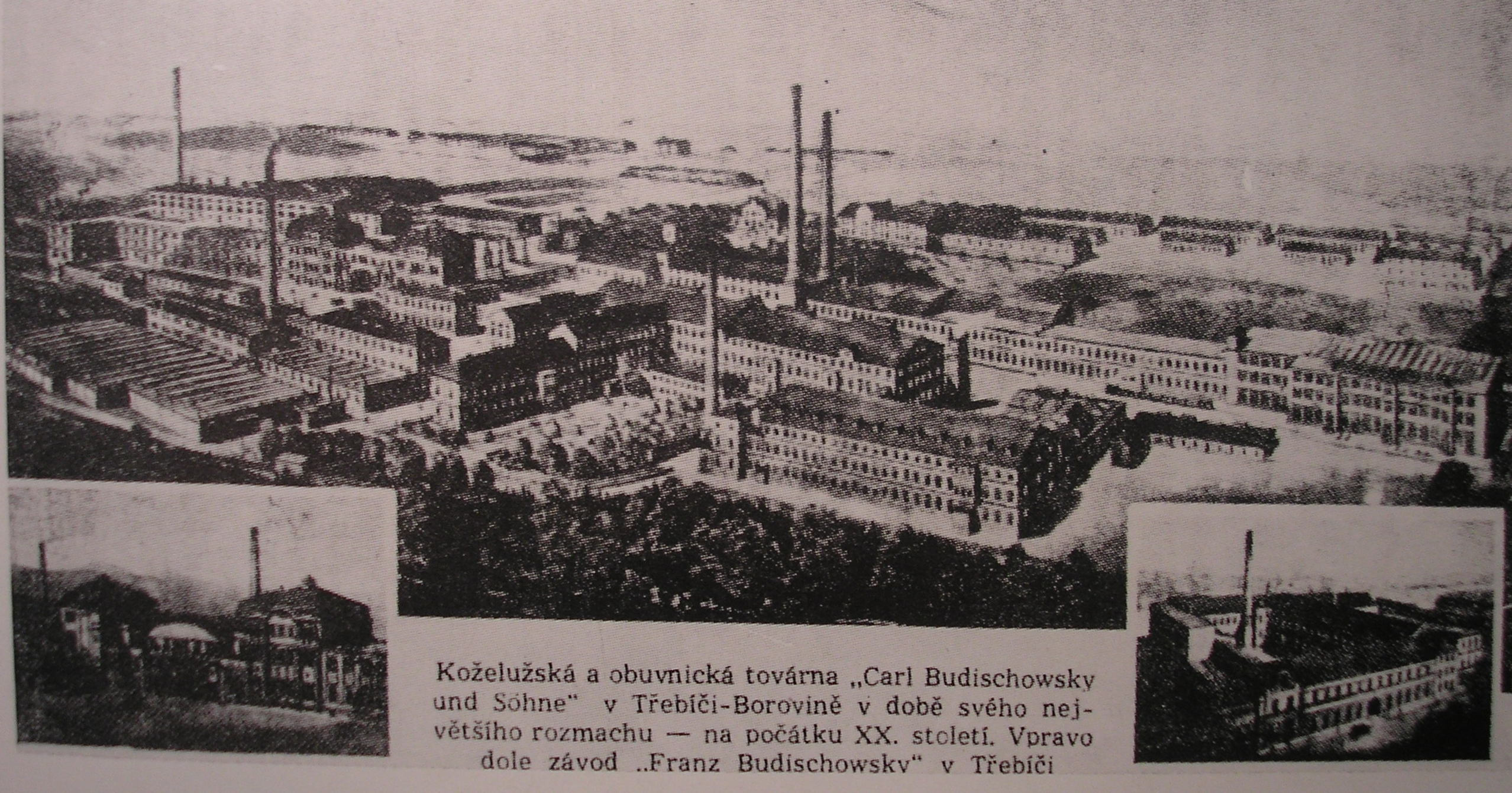
Továrna na výrobu obuvi v Borovině v době svého největšího rozmachu, počátkem 20. století

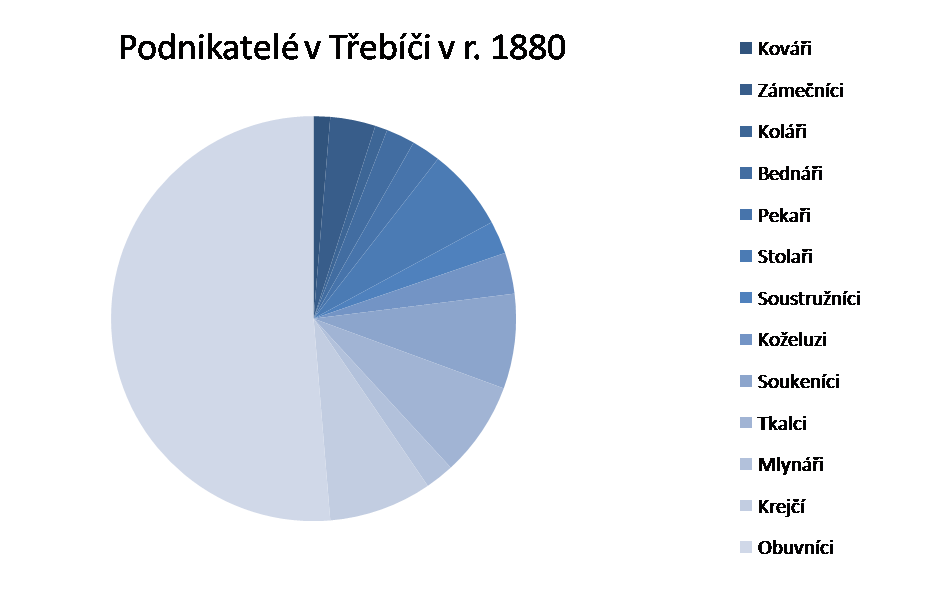
Složení samostatných podnikatelů v Třebíči r. 1880

V devatenáctém století vyvrcholila v Třebíči průmyslová revoluce. Tím byla také značně ovlivněna sociální struktura obyvatelstva. Dříve v Třebíči byli skoro výhradně drobní živnostníci, zatímco na konci století tomu bylo přesně naopak. Ve městě se objevilo větší množství dělníků a vznikaly velké výrobní podniky.
V roce 1818 byl postaven nový pivovar, ten pak v roce 1873 vyhořel a v roce 1882 byla postavena budova nová.
V třicátých letech se v Třebíči vyskytovali ještě jenom drobní živnostníci. Větší koncentrace výroby byla patrná jenom v koželužství. V Budischowského koželužské manufaktuře tehdy bylo zaměstnáno již deset tovaryšů. Celý podnik tehdy ještě sídlil na Stařečce. Větší koncentrace výroby je pak ve čtyřicátých letech patrná ještě v koželužské manufaktuře Martina Hasska, kde bylo tehdy 30 tovaryšů.
V roce 1880 bylo v Třebíči vykázáno 591 obchodních a živnostenských oprávnění. Velké množství majitelů těchto oprávnění, celkem 132, žilo v Židovském městě. Například v Podklášteří jich pak bylo evidováno pouhých 32. Ve většině případů to však byly živnosti malé.

## Statistické údaje

### Vývoj počtu obyvatel v 19. století
| Rok            | 1830 | 1835 | 1843 | 1849 | 1850 | 1869   | 1880   | 1890   |
| -------------- | ---- | ---- | ---- | ---- | ---- | ------ | ------ | ------ |
| Počet obyvatel | 6005 | 6731 | 6803 | 7800 | 8002 | 10 328 | 11 999 | 13 726 |

### Podnikatelé v Třebíči v 19. století
|                        | Samostatní podnikatelé | Dělníci | Učni |
| kováři v Třebíči       | 4                      | 9       | -    |
| kováři v Podklášteří   | 2                      | 5       | -    |
| zámečníci v Třebíči    | 11                     | 20      | 4    |
| koláři v Třebíči       | 3                      | 5       | -    |
| bednáři v Třebíči      | 7                      | 7       | 3    |
| pekaři v Třebíči       | 7                      | 7       | 3    |
| stolaři v Třebíči      | 20                     | 28      | 9    |
| soustružníci v Třebíči | 8                      | 12      | -    |
| koželuzi v Třebíči     | 10                     | 47      | 3    |
| soukeníci v Třebíči    | 23                     | 24      | -    |
| tkalci v Třebíči       | 23                     | 86      | 2    |
| mlynáři v Třebíči      | 7                      | 21      | 1    |
| krejčí v Třebíči       | 25                     | 61      | 7    |
| krejčí v Podklášteří   | 2                      | 13      | 4    |
| obuvníci v Třebíči     | 156                    | 399     | 108  |
| obuvníci v Podklášteří | 7                      | 38      | 7    |
| ---------------------- | ---------------------- | ------- | ---- |